# منتخب تايلاند لكرة الصالات
منتخب تايلاند الوطني لكرة قدم الصالات (بالتايلندية: ฟุตซอลทีมชาติไทย)‏ هو ممثل تايلاند الرسمي في المنافسات الدولية في كرة الصالات .